# یواس‌ان‌اس ساپلی (تی-ای‌اویی-۶)
یواس‌ان‌اس ساپلی (تی-ای‌اویی-۶) (به انگلیسی: USNS Supply (T-AOE-6)) یک کشتی است که طول آن ۷۵۴٫۶ فوت (۲۳۰٫۰ متر) و ارتفاع آن ۳۹ فوت (۱۲ متر) می‌باشد. این کشتی در سال ۱۹۹۰ ساخته شد.